# Увал (Новокузнецький район)
Ува́л (рос. Увал) — селище у складі Новокузнецького району Кемеровської області, Росія. Входить до складу Терсинського сільського поселення.

## Населення
Населення — 42 особи (2010; 104 у 2002).
Національний склад (станом на 2002 рік):
- росіяни — 90 %